# Play piercing

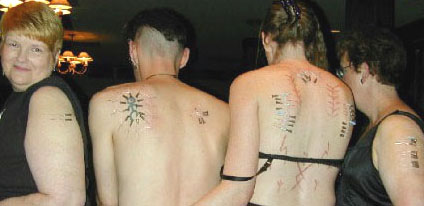
Play piercing

Play piercing, též znám jako rekreační akupunktura, je především piercingem těla, prováděným za účelem dosažení satisfakčního prožitku, nežli vytvoření permanentní dekorace. Po dokončení procesu propichování jsou jehly, zaostřené kosti či jiné nástroje využívané u play piercingu vyňaty z těla, což následně umožňuje zahojení vzniklých ran. Jedinci podstupují tento druh body modifikace z různých důvodů, mezi něž bychom mohli zařadit vyjádření vlastního projevu, napodobování rituálů kmenových kultur, spirituální sebepoznání, sexuální prožívání, prosté pobavení, zvyšování povědomí, nebo jednoduše zahánění nudy.
Play piercing, jakožto součást BDSM praktik, může způsobit silné přirozené omámení díky uvolněným endorfinům do těla. Tento stav omámení může trvat i několik hodin a pro mnohé jedince prožívající tento stav může i vyvolat orgasmus. Prožitek několika piercingů s eroticky nebo spirituálně nabitým kontextem je kvalitativně velice odlišný od prožitku, který zažívají lidé při napíchnutí žíly v lékařském prostředí, jelikož místo napíchnutí „do“ kůže se jehla propíchne naskrz v podobě sečny kružnice, kdy oba konce jehly jsou viditelné a přístupné.
Play piercing by se měl vždy provádět s použitím nových sterilních injekčních jehel nebo akupunkturních jehel a přednostně na část kůže, která byla řádně pročištěna vhodným antiseptickým přípravkem, jako např. alkohol a jodovaný povidon (který ale je potenciálním alergenem). Aplikovat play piercing by měl vždy jen řádně zaškolený personál. Nesprávné metody mohou způsobit nakažení krví přenosnými nemocemi (hlavně u poranění jehlou) a bodné rány. Při správné aplikaci je ale nebezpečí poranění a infekce mnohem nižší, než například poškrábání kočičím drápem, hlavně díky kontrolované hloubce propíchnutí a využití sterilních jehel.

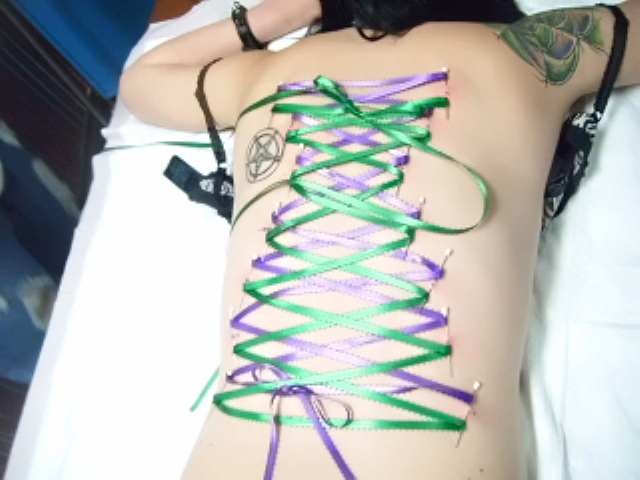
Corset piercing

Jehly mohou být uspořádány do esteticky příjemných a žádaných konfigurací, jako je například smajlík. Mohou být svázány k sobě, jako korzet, nebo použity pro všití do těla sterilního vlákna, a tím vytvoření dočasných vzorů, jakožto dekorace. Kroucení, otáčení a vytahování jehel z kůže také přináší různé druhy pocitů a prožitků.
Extrémnější formou play piercingu je zavěšení těla na háky, u které je osoba vertikálně nebo horizontálně pověšena za kůži na háky. Tento typ play piercingu v některých kulturách prováděna jakožto přechodový rituál (například přechod do dospělosti), nebo obecně jako BDSM praktika. Existují také taneční rituály, při kterých jsou lidé prostřednictvím takových háků propojeni navzájem.